# Drielinden
Drielinden is een buurtschap gelegen in de gemeente Nieuwkerken-Waas, een deelgemeente van Sint-Niklaas in Oost-Vlaanderen. De buurt omvat de Drielindenstraat, de Gyselstraat en de Zeveneekhoekstraat. In het zuiden is er voornamelijk veel residentiële bebouwing aanwezig, maar naarmate je naar het noorden gaat, verandert het landschap naar een overwegend agrarische bebouwing. De Drielindenstraat loopt noordwaarts richting Vrasene en Sint-Gillis-Waas. De Gyselstraat loopt naar het centrum van Nieuwkerken. De Zeveneekhoekstraat loopt westwaarts door de polderregio tussen Sint-Niklaas en Sint-Gillis.

Deelgemeenten: Belsele · Nieuwkerken-Waas · Sinaai · Sint-Niklaas

Overige plaatsen en wijken: Baenslandwijk · Clementwijk · Dillaertwijk · Driegaaien · Driekoningenwijk · Drielinden · Duizend Appels · Eindeken · Elisabethwijk · Fabiolawijk · Godschalk · Hertjen · Hoogkameren · Kettermuit · Kletterbos · Krekel · Molenwijk · Ossenhoek · Patotterij · Populierenwijk · Priesteragiewijk · Puivelde · Stationswijk · Ster · Tereken · Valk · Vlijminckshoek · Vossekot · Vosselwijk · Watermolenwijk · Westakkers · Wijnveld · Zwaanaarde

Belgische gemeenten · Arrondissement Sint-Niklaas · Oost-Vlaanderen · Vlaanderen